# Sparganophyllumkalk
Der Sparganophyllumkalk (frühere Bezeichnung: Actinocystis- Kalk) ist ein fossilreicher Kalkstein im nördlichen Sauerland. Er wurde im oberen Mitteldevon in biostromalen Riffen abgelagert. Sparganophyllumkalke sind heute nördlich des Ebbe und Ostsauerländer Hauptsattels verbreitet. Nordöstlich des Altenbürener Lineamentes sind keine Bildungen von Sparganophyllumkalk bekannt.
Der Sparganophyllumkalk erreicht eine durchschnittliche Mächtigkeit von 30 m, bis maximal 50 m im Raum Eslohe.
Der Sparganophyllumkalk ist ein wichtiger Karst- und Kluft-Grundwasserleiter im nördlichen Sauerland, besitzt eine wechselnde Gesteinsdurchlässigkeit und wird örtlich zur Trinkwasserversorgung genutzt. Lokal wurde der Sparganophyllumkalk in verschiedenen Steinbrüchen in der Vergangenheit abgebaut, so unter anderem im Nierbachtal südlich Velmede, im Elpetal bei Ostwig, im Valmetal bei Bestwig, bei Antfeld sowie in Steinbrüchen bei Friedrichtal.

## Gesteine
Die von Franz Lotze 1928 zum ersten Mal als Sparganophyllumkalk beschriebenen karbonatischen Gesteine setzen mit einer scharfen Grenze über Sandsteinen und geschieferten Tonsteinen der Oberen Rensselandia-Schichten ein. Zunächst entwickeln sich dünne, flaserige Kalkbänke, über denen die reinen, meist massig ausgebildeten, fossilreichen Kalksteine mit der namensgebenden Koralle Sparganophyllum simplex folgen. Neben den  koloniebildenden Korallen treten in den hell- bis dunkelgrauen, massigen Riffkalke durch Bryozoen, rugosen Korallen, Schwämme, Stromatoporen und Crinoiden auf.
Im oberen Profilteil gehen die Sparganophyllumkalke in schwarzgraue, kalkige Tonschiefer über, in die zunächst noch Kalkbänke eingelagert sind. Die Fossilführung nimmt allmählich ab und leitet zu den hangenden Wallener Schiefer über.

## Bildung
Der Sparganophyllumkalk wurde auf einer Riffkalkplattform gebildet, die sich im Mitteldevon im Gebiet des heutigen nördlichen Sauerlands ausgebildet hat. Im oberen Mitteldevon wurde das Gebiet zunehmend aus südlicher Richtung überflutet und die Küstenlinie wich nach Nordwesten zurück. In den flachen Meeresbereichen bilden sich flache Biostrome (Fleckenriffe) – ähnlich der Schwelm-Fazies – aus, die heute als schmales Band von Sparganophyllumkalken vorliegen.

## Verkarstung

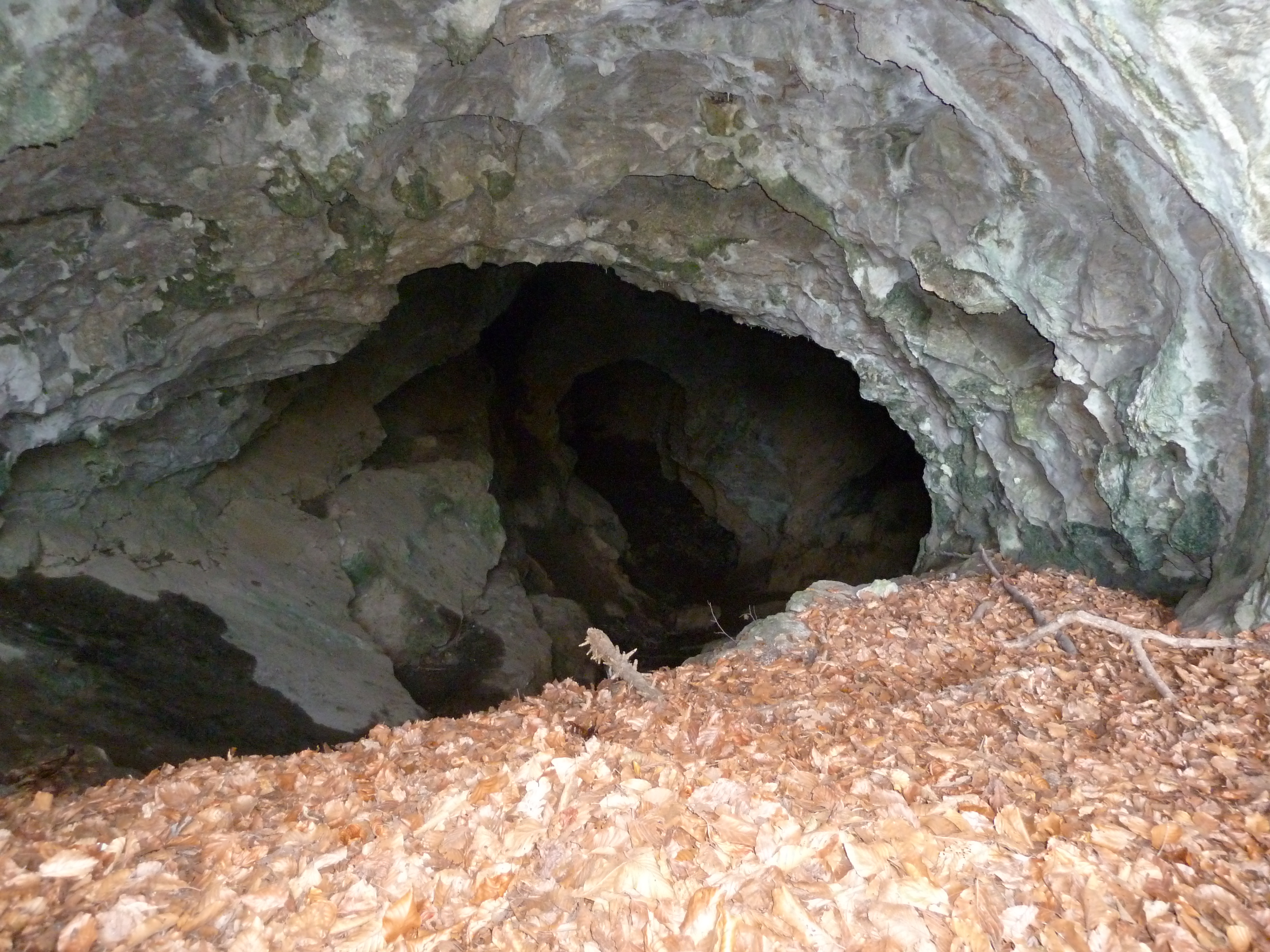
Sparganophyllumkalk am östlichen Eingang der Veleda-Höhle

Der Sparganophyllumkalk ist durch eine intensive kreide- und tertiärzeitliche Verkarstung gekennzeichnet. Karsthöhlen, die wie die Veledahöhle auch als Besucherhöhlen touristisch erschlossen sind, sind im Sparganophyllumkalk angelegt. Zahlreiche Erdfälle, Ponore und Karren sind ebenfalls  im Verbreitungsgebiet  des Kalkes bekannt.